# 금성고등학교 (전남)
금성고등학교(錦城高等學校)는 대한민국 전라남도 나주시 대호동에 있는 사립 고등학교이다.

## 학교 연혁
- 1978년 9월 11일 : 학교법인 금성학원 이재근 이사장 취임
- 1982년 3월 1일 : 금성종합고등학교 개편 (보통과 2학급 병설)
- 1988년 3월 5일 : 금성고등학교 개교 (일반계 18학급 인가)
- 1988년 9월 15일 : 현 교사(4층 32실)로 신축 이전
- 1998년 11월 23일 : 생활관(4층 27실) 신축 준공
- 2003년 10월 31일 : 금성관(종합체육관) 신축 준공
- 2010년 2월 4일 : 제2대 이익행 이사장 취임
- 2010년 7월 9일 : 금오관(다목적강당) 신축 준공
- 2011년 7월 25일 : 남녀공학 개편
- 2012년 1월 21일 : 자율학교 지정
- 2012년 7월 24일 : 선진형 교과교실제학교 선정
- 2022년 3월 2일 : 제13대 나호연 교장 취임
- 2023년 9월 29일 : 학점제형 공간 조성 완료
- 2025년 2월 7일 : 제41회 115명 졸업(총 8,023명)

## 참고 자료
- 금성고등학교 - 한국교육학술정보원 학교알리미